# Клейст, Генрих фон
Бернд Генрих Вильгельм фон Клейст (нем. Bernd Heinrich Wilhelm von Kleist; 18 октября 1777, Франкфурт-на-Одере — 21 ноября 1811, Ванзее, около Потсдама) — немецкий драматург, поэт и прозаик. Один из зачинателей жанра рассказа («Маркиза д’О», «Землетрясение в Чили», «Обручение на Сан-Доминго»), автор пьес «Разбитый кувшин», «Пентесилея», «Принц Фридрих Гомбургский».
В 1912 году, в 101-ю годовщину со дня смерти писателя, была основана престижная немецкая литературная премия Генриха Клейста.

## Биография
Семья Клейстов происходила из старинного знатного рода. Отец, Иоахим Фридрих фон Клейст, служил штабс-капитаном от инфантерии (пехоты) в гарнизоне Франкфурта-на-Одере. Мать Генриха, Юлиана Ульрике, была второй женой Иоахима Фридриха. У них родилось пятеро детей: Фридерика, Августа Каролина, Генрих, Леопольд Фридрих и Юлиана.
После смерти отца в 1788 году Генриха послали учиться в Берлин. В 1792 году он поступил на службу в гвардейский полк в Потсдаме. В армии Клейст познакомился с Эрнстом фон Пфулем и Августом Рюле фон Лилиенштерном, дружбу с которыми он сохранял до конца жизни. 3 февраля 1793 года умирает мать Генриха. В 1793—1795 годы Клейст участвовал в войне против Франции. В феврале 1795 года он писал сестре Ульрике: «Лишь бы небеса послали нам мир, чтобы мы могли возместить время, потраченное столь аморально, более человеколюбивыми делами!» Ушел со службы в 1799 году в ранге лейтенанта. Затем изучал математику, физику и латынь в университете Виадрина, в 1800 году получил пост чиновника в министерстве финансов в Берлине.
После поездки по Франции с сестрой Ульрикой Клейст переезжает в Берн, где завершает свою первую пьесу «Семейство Шроффенштейн». В 1802 году ссорится со своей невестой Вильгельминой и впадает в депрессию. Врачи диагностируют «чёрную меланхолию». Ульрика возвращает Генриха в Веймар. Драма «Семейство Шроффенштейн» была анонимно опубликована в Швейцарии в декабре 1802 года.
В марте 1803 года Клейст отправляется Лейпциг с рекомендательным письмом Виланда, предназначенным издателю Георгу Иоахиму Гёшену. В апреле Генрих прибывает в Дрезден, откуда в июле отправляется в путешествие по Швейцарии и Северной Италии вместе с фон Пфулем и Кристофом Вильгельмом фон Вердеком, мужем его подруги детства Адольфины. Впоследствии он так вспоминал об этом путешествии в письме фон Пфулю: «Ты воссоздал в моём сердце греческую эпоху, я мог бы спать с тобой, милый мальчик… Когда ты на моих глазах входил в Тунское озеро, я часто созерцал твоё прекрасное тело с поистине девичьими чувствами… Я никогда не женюсь, будь моей женой, детьми и внуками!»
В середине октября Клейст прибывает в Париж, сжигает рукопись «Роберта Гискара» и предлагает фон Пфулю вместе покончить с собой. Поссорившись с другом, Генрих тайно отправляется на север Франции, чтобы вступить в ряды армии Наполеона, готовившей вторжение в Великобританию. Он пишет сестре: «…за морем дожидается нас погибель, я ликую, глядя на бесконечно прекрасную могилу». Во французскую армию Генриха не приняли. По просьбе военного министра Бертье прусский посланник Джироламо Луккезини передал Клейсту паспорт, по которому тот вернулся в Майнц, «где в итоге слёг с болезнью, и около пяти месяцев пребывал или в постели, или в комнате».
В конце августа 1807 года поселился в Дрездене, где стал учителем принца саксен-веймарского Бернхарда. В 1808 году Клейст в сотрудничестве с Адамом Мюллером издал первый номер литературного журнала «Феб». Клейст предложил Гёте сотрудничать с журналом, но тот отказался, резко раскритиковав Клейста. «Феб» издается всего год. В том же году в печати появилась новелла «Маркиза д’О» и отрывок новеллы «Михаэль Кольхаас». В это же время Клейст представил публике свою пьесу «Разбитый кувшин».
Клейст в 1809 году написал политическую драму «Битва Германа» об Арминии (Германе) и битве в Тевтобургском Лесу, чтобы призвать всех немцев объединиться в борьбе против Наполеона. В ней враги-римляне являются лишь символами современных автору французов. Но поскольку прусский король был союзником Наполеона, то поставить эту драму на сцене было невозможно. Журналистская деятельность Клейста также находилась под угрозой; основанная им газета «Berliner Abendblätter» просуществовала лишь полгода, до 1811 года. Он был в отчаянии.

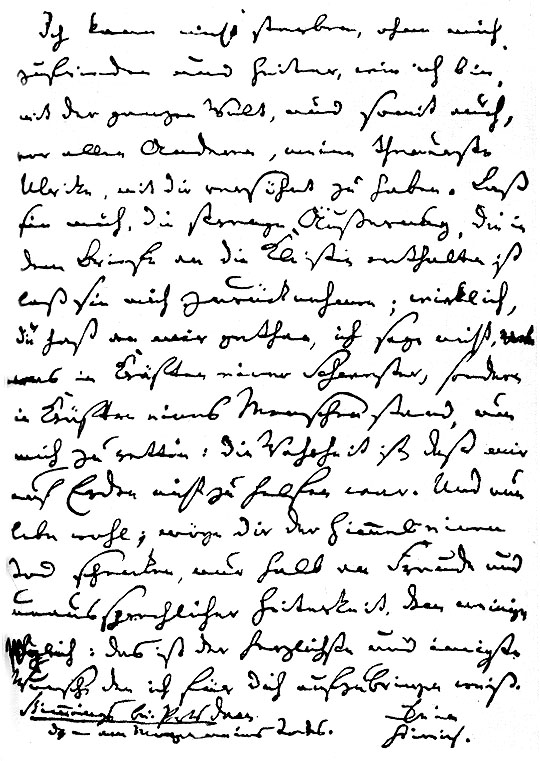
Предсмертная записка Генриха фон Клейста

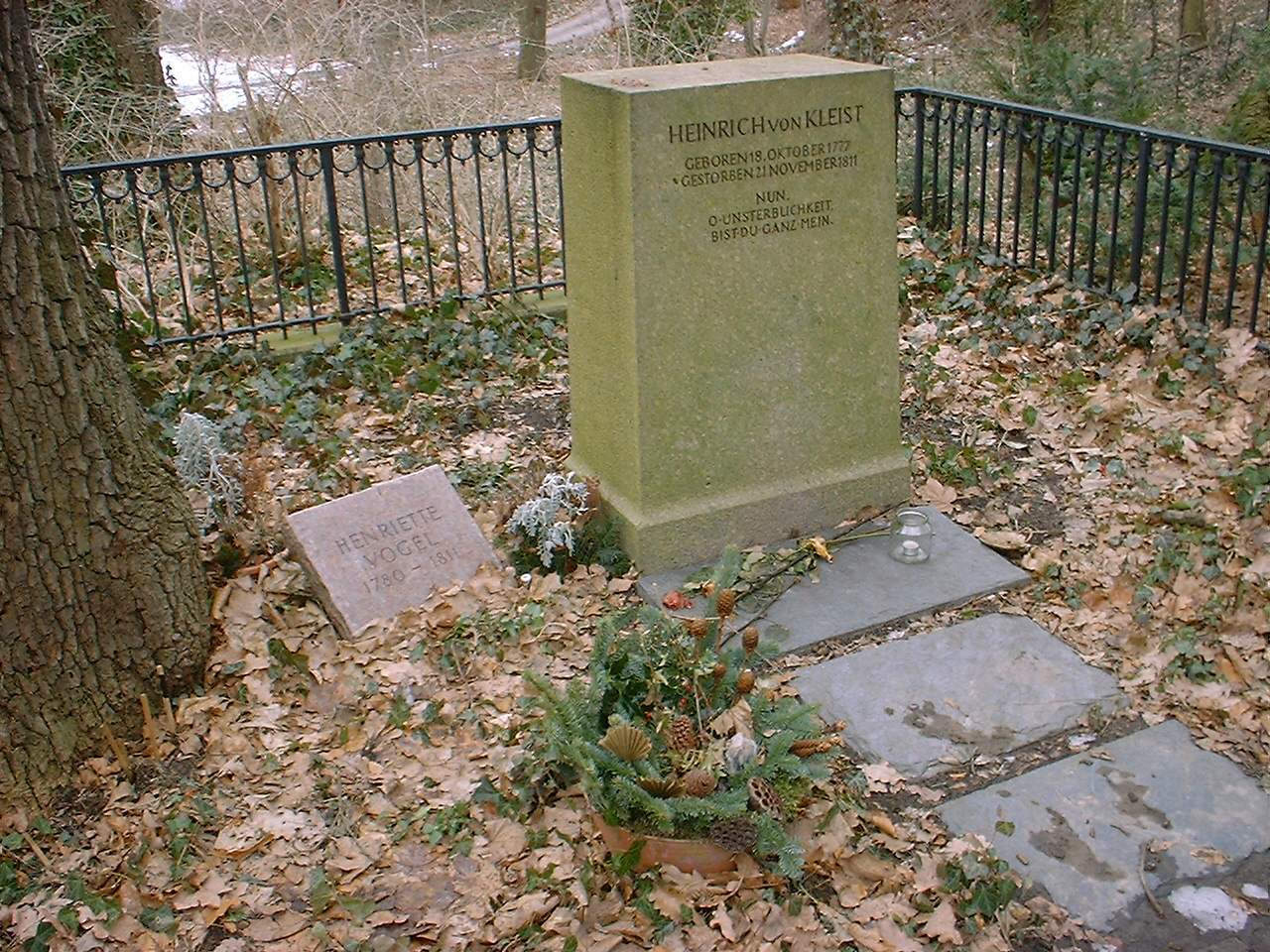
Надгробие Клейста, Ванзе, под Берлином

В 1810 году Клейст подружился с Генриеттой Фогель, больной раком. Они решили совершить самоубийство — осуществить навязчивую идею, с которой Клейст не раз уже обращался к Марии фон Клейст, своей свойственнице, которой он с большим воодушевлением написал перед смертью: «Я нашёл подругу с душой, парящей подобно молодому орлу, согласную умереть со мной». В 1811 году Клейст застрелился в Ванзее, предварительно застрелив свою подругу. Пара похоронена в общей могиле.
«Истина в том, что мне ничто не подходит на этой Земле», — его дневниковая запись непосредственно перед тем, как свести счёты с жизнью.

## Произведения
Пьесы
- «Семейство Шроффенштейн» (издана 1803)
- «Роберт Гискар» (1803, сожжена автором, сохранился лишь первый акт)
- «Пентесилея» (1805—1807, издана 1808)
- «Кетхен из Гейльбронна, или Испытание огнём» (1807, издана 1810)
- «Разбитый кувшин» (1806?, издана 1811?)
- «Амфитрион» (1807, по одноимённой пьесе Мольера)
- «Битва Германа» (1808, издана 1821)
- «Принц Фридрих Гомбургский» (1810, издана 1821).

Новеллы
- Михаэль Кольхаас
- Маркиза д'О
- Землетрясение в Чили
- Обручение на Сан-Доминго
- Локарнская нищенка
- Найдёныш
- Поединок
- Святая Цецилия, или Власть музыки

Статьи и эссе
- Катехизис немцев
- О театре марионеток

## Наследие и признание

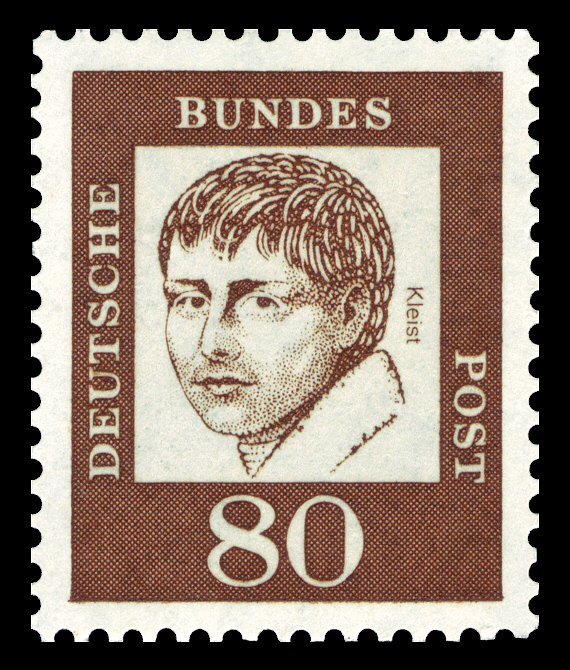
Почтовая марка ФРГ, посвящённая Генриху фон Клейсту, 1961, 80 пфеннигов (Скотт 836)

На сочинения Генриха фон Клейста писали музыку такие известные композиторы как Август Вильгельм Амброз, Хуго Вольф (симфоническая поэма «Пентесилея»), Ханс Пфицнер (опера «Кетхен из Гейльбронна»), Ханс Вернер Хенце (опера «Фридрих Гомбургский»), Виктор Ульман (опера «Разбитый кувшин»).
Его драмы, новеллы и даже эссе многократно экранизировались.
- Маркиза фон О

## Издания на русском языке
- Собрание сочинений в 2-х тт. — М.; Л.: Всемирная литература, 1923, Переводы Б. Пастернака и А. И. Оношкович-Яцына. Редакция Н. С. Гумилева и В. А. Зоргенфрея
- Собрание новелл. — Л.: Academia, 1928
- Пьесы. — М.: Искусство, 1962
- Избранное. — М.: Художественная литература, 1977, 544 с. Тир. 100 тыс.